# Sesiidae

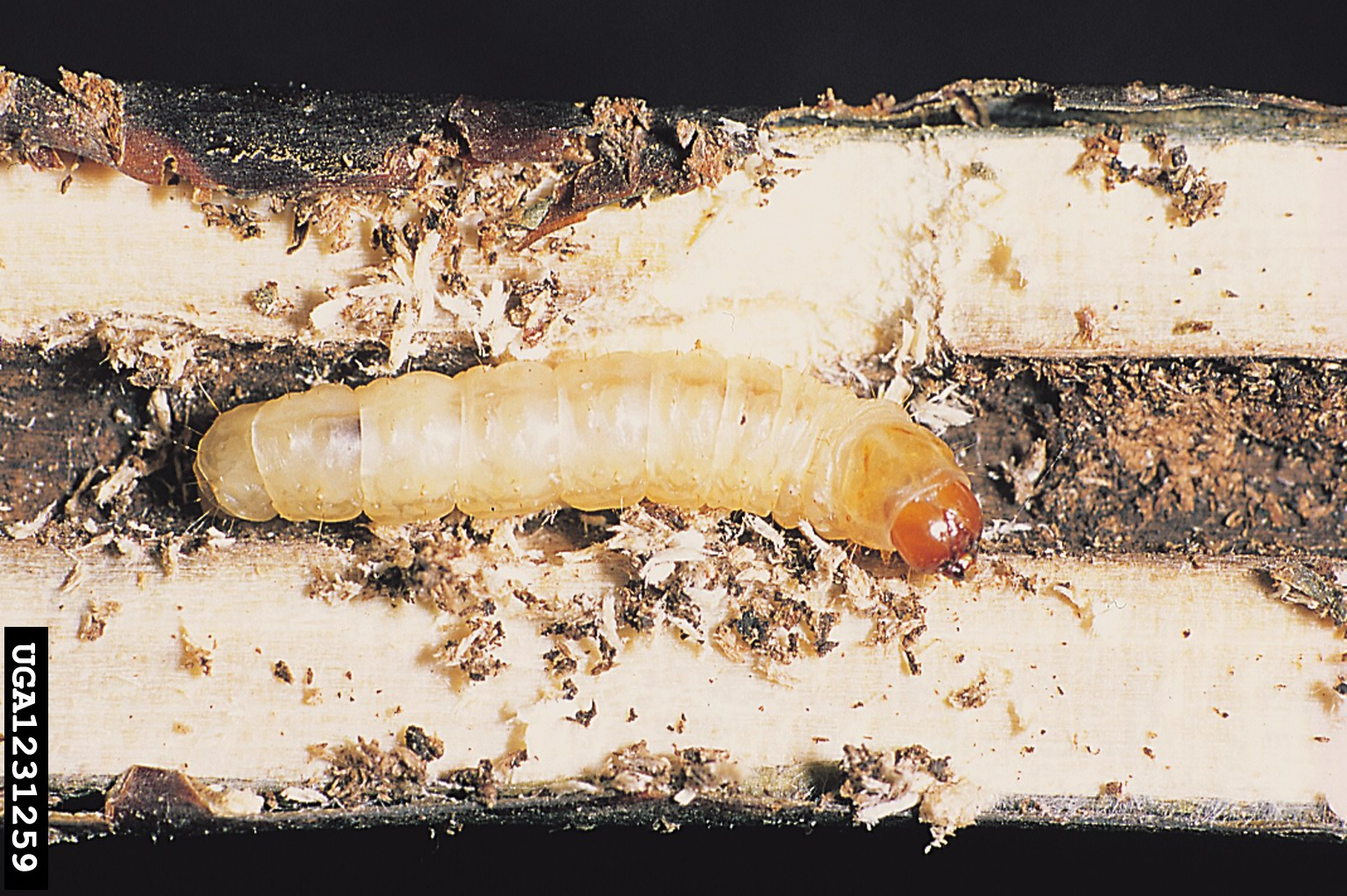
Synanthedon tipuliformis, larva

Sesiidae, las mariposas de alas transparentes, son una familia de lepidópteros que se caracterizan por su mimetismo batesiano (tanto en apariencia como en comportamiento) de varios miembros de Hymenoptera.
Consta de 165 géneros en dos subfamilias, con un total de 1525 especies y 49 subespecies, la mayoría se encuentran en los trópicos, si bien hay muchas especies en la región holártica, incluyendo más de cien especies en Europa.: Backcover, 6 

## Morfología
Sesiidae se caracterizan por su aspecto de avispas y otros miembros de Hymenoptera, lo cual se trata de un mimetismo batesiano, a menudo es posible identificar la especie que mimetizan.: 11, 16  La mayoría de las especies tienen alas con zonas sin escamas, por lo que resultan transparentes.: 11  Las alas anteriores son generalmente alargadas y estrechas en la región basal.: 11  En muchas especies el abdomen es alargado con un penacho anal y con anillos amarillos, rojos o blancos,: 11  a veces muy brillantes. Las patas son finas y largas y frecuentemente coloridas,: 11  en algunas especies las patas traseras son más largas. En las especies europeas la envergadura de las alas mide entre 8 y 48 mm.: 11 
Las larvas carecen de pigmentos. Los segmentos del tórax son algo abultados.: 11 

## Comportamiento
En general, las larvas de Sesiidae perforan agujeros en la madera o en las raíces. Muchas especies son plagas serias de frutales, otros árboles y plantas agrícolas (e.g. Melittia spp. en cucurbitáceas) (Edwards et al., 1999). El desarrollo larvario lleva de uno a cuatro años. El estadio de pupa lleva 10 a 20 días.: 16  Los adultos de la mayoría se alimentan de néctar.
Los adultos son activos durante el día.: 16  Sus movimientos, especialmente durante el vuelo imitan los de avispas y otros himenópteros.: 16   Las hembras usan feromonas para atraer a los machos. Se pueden coleccionar ejemplares con trampas de feromonas.: 22 

## Taxonomía
- Subfamilia Tinthiinae Le Cerf, 1917
  - Tribu Tinthiini Le Cerf, 1917
    - Microsphecia Bartel, 1912
    - Tinthia Walker, [1865]
    - Sophona Walker, 1856
    - Zenodoxus Grote & Robinson, 1868
    - Conopsia Strand, [1913]
    - Paranthrenopsis Le Cerf, 1911
    - Entrichella Bryk, 1947
    - Negotinthia Gorbunov, 2001
    - Trichocerota Hampson, [1893]
    - Paradoxecia Hampson, 1919
    - Rectala Bryk, 1947
    - Ceratocorema Hampson, [1893]
    - Caudicornia Bryk, 1947
    - Bidentotinthia Arita & Gorbunov, 2003
    - Tarsotinthia Arita & Gorbunov, 2003
    - Tyrictaca Walker, 1862

  - Tribu Pennisetiini Naumann, 1971
    - Pennisetia Dehne, 1850
    - Corematosetia Kallies & Arita, 2001

  - Tribu Paraglosseciini Gorbunov & Eitschberger 1990
    - Oligophlebia Hampson, [1893]
    - Isothamnis Meyrick, 1935
    - Cyanophlebia Arita & Gorbunov, 2001
    - Lophocnema Turner, 1917
    - Diapyra Turner, 1917
    - Micrecia Hampson, 1919

  - Tribu Similipepsini Špatenka, Laštuvka, Gorbunov, Toševski & Arita, 1993
    - Similipepsis Le Cerf, 1911
    - Gasterostena Arita & Gorbunov, 2003
- Subfamilia Sesiinae Boisduval, 1828
  - Tribu Sesiini Boisduval, 1828
    - Sesia Fabricius, 1775
    - Trilochana Moore, 1879
    - Cyanosesia Gorbunov & Arita, 1995
    - Sphecosesia Hampson, 1910
    - Teinotarsina Felder, 1874
    - Lenyra Walker, 1856
    - Aegerosphecia Le Cerf, 1916
    - Lamellisphecia Kallies & Arita, 2004
    - Clavigera Kallies & Arita, 2004
    - Eusphecia Le Cerf, 1937
    - Scasiba Matsumura, 1931
    - Callisphecia Le Cerf, 1916
    - Madasphecia Viette, 1982
    - Melittosesia Bartsch, 2009
    - Barbasphecia Pühringer & Sáfián 2011
    - Afrokona Fischer, 2006
    - Hovaesia Le Cerf, 1957
    - Lenyrhova Le Cerf, 1957

  - Tribu Cissuvorini Duckworth & Eichlin 1977
    - Toleria Walker, [1865]
    - Chimaerosphecia Strand, [1916]
    - Glossosphecia Hampson, 1919
    - Cissuvora Engelhardt, 1946
    - Dasysphecia Hampson, 1919

  - Tribu Osminiini Duckworth & Eichlin 1977
    - Osminia Le Cerf, 1917
    - Chamanthedon Le Cerf, 1916
    - Microsynanthedon Viette, [1955]
    - Calasesia Beutenmüller, 1899
    - Aenigmina Le Cerf, 1912
    - Cabomina de Freina, 2008
    - Pyranthrene Hampson, 1919
    - Homogyna Le Cerf, 1911
    - Aschistophleps Hampson [1893]
    - Pyrophleps Arita & Gorbunov, 2000
    - Heterosphecia Le Cerf, 1916
    - Melanosphecia Le Cerf, 1916
    - Akaisphecia Gorbunov & Arita, 1995
    - Callithia Le Cerf, 1916

  - Tribu Melittiini Le Cerf, 1917
    - Melittia Hübner, [1819]
    - Desmopoda Felder, 1874
    - Agriomelissa Meyrick, 1931
    - Afromelittia Gorbunov & Arita, 1997
    - Cephalomelittia Gorbunov & Arita, 1995
    - Macroscelesia Hampson, 1919

  - Tribu Paranthrenini Niculescu, 1964
    - Nokona Matsumura 1931
    - Taikona Arita & Gorbunov, 2001
    - Scoliokona Kallies & Arita, 1998
    - Rubukona Fischer, 2007
    - Adixoa Hampson, [1893]
    - Pramila Moore, 1879
    - Vitacea Engelhardt, 1946
    - Phlogothauma Butler, 1882
    - Paranthrene Hübner, [1819]
    - Pseudosesia Felder, 1861
    - Albuna Edwards, 1881
    - Euhagena Edwards, 1881
    - Sincara Walker, 1856
    - Tirista Walker, [1865]
    - Thyranthrene Hampson, 1919
    - Sura Walker, 1856

  - Tribu Synanthedonini Niculescu, 1964Synanthedon sp.

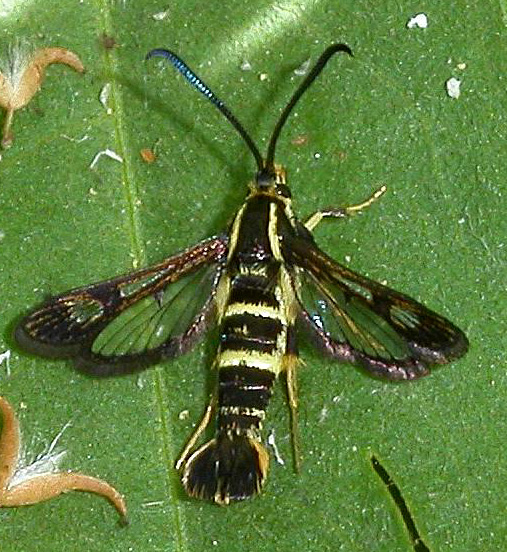
Synanthedon sp.

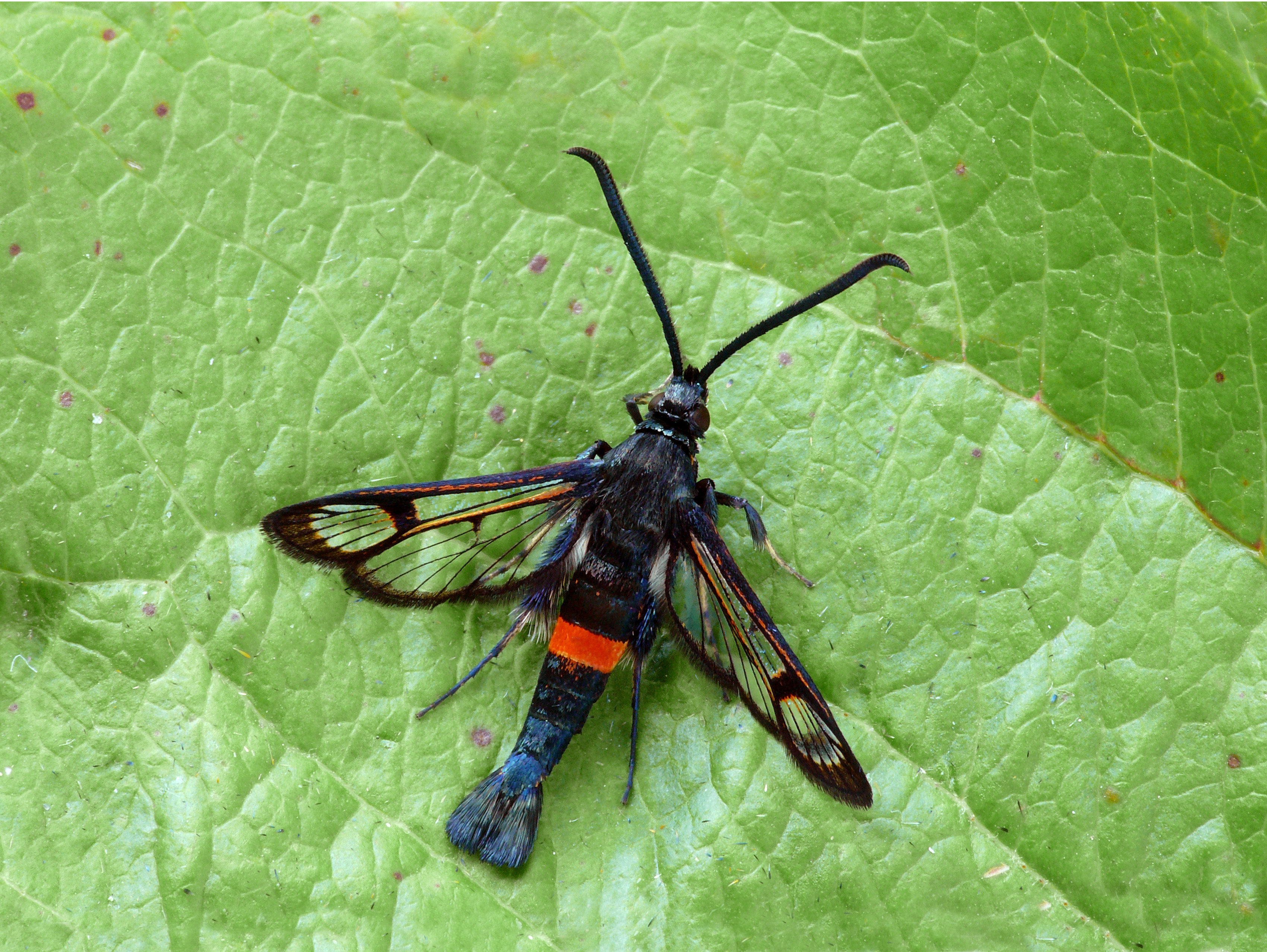
Synanthedon myopaeformis

    - Synanthedon Hübner, [1819]
    - Ravitria Gorbunov & Arita, 2000
    - Kantipuria Gorbunov & Arita, 1999
    - Kemneriella Bryk, 1947
    - Ichneumenoptera Hampson, [1893]
    - Paranthrenella Strand, [1916]
    - Anthedonella Gorbunov & Arita, 1999
    - Schimia Gorbunov & Arita, 1999
    - Uncothedon Gorbunov & Arita, 1999
    - Synanthedon myopaeformisPalmia Beutenmüller, 1896

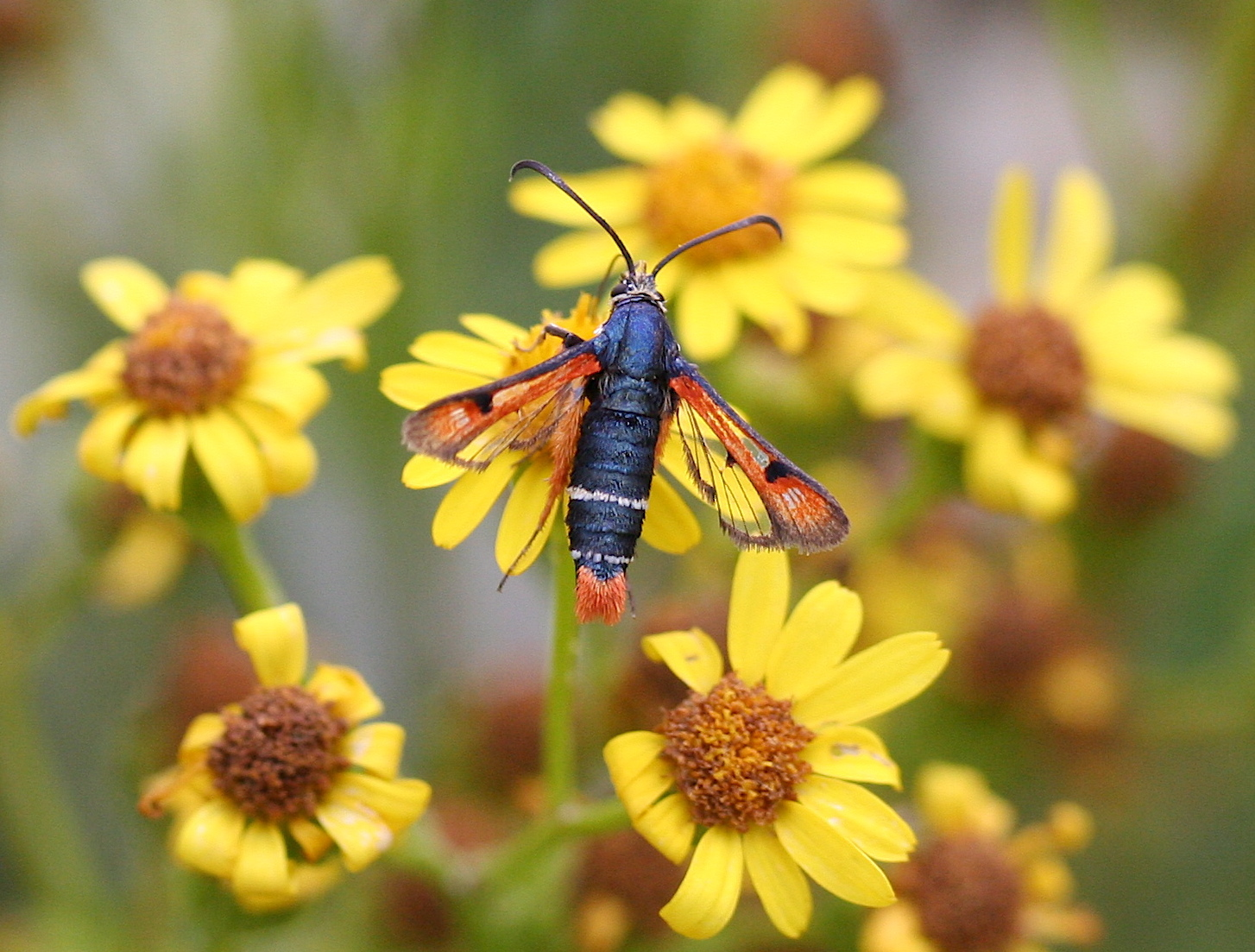
Pyropteron chrysidiformis

    - Podosesia Möschler, 1879
    - Sannina Walker, 1856
    - Nyctaegeria Le Cerf, 1914
    - Carmenta Edwards, 1881
    - Penstemonia Engelhardt, 1946
    - Camaegeria Strand, 1914
    - Malgassesia Le Cerf, 1922
    - Lophoceps Hampson, 1919
    - Tipulamima Holland, 1893
    - Rodolphia Le Cerf, 1911
    - Alcathoe Edwards, 1882
    - Pseudalcathoe Le Cerf, 1916
    - Macrotarsipus Hampson, [1893]
    - Grypopalpia Hampson, 1919
    - Hymenoclea Engelhardt, 1946
    - Euryphrissa Butler, 1874
    - Leptaegeria Le Cerf, 1916
    - Aegerina Le Cerf, 1917
    - Stenosphecia Le Cerf, 1917
    - Bembecia Hübner, [1819]
    - Pyropteron Newman, 1832Pyropteron chrysidiformis
    - Dipchasphecia Capuse, 1973
    - Chamaesphecia Spuler, 1910
    - Weismanniola Naumann, 1971
    - Ichneumonella Gorbunov & Arita, 2005
    - Crinipus Hampson, 1896

  - Géneros no designados a tribu
    - Alonina Walker, 1856
    - Anaudia Wallengren, 1863
    - Augangela Meyrick, 1932
    - Austrosetia Felder, 1874
    - Ceritrypetes Bradley, 1956
    - Conopyga Felder, 1861
    - Echidgnathia Hampson, 1919
    - Episannina Aurivillius, 1905
    - Erismatica Meyrick, 1933
    - Gymnosophistis Meyrick, 1934
    - Hymenosphecia Le Cerf, 1917
    - Isocylindra Meyrick, 1930
    - Lepidopoda Hampson, 1900
    - Leuthneria Dalla Torre, 1925
    - Megalosphecia Le Cerf, 1916
    - Melisophista Meyrick, 1927
    - Metasphecia Le Cerf, 1917
    - Mimocrypta Naumann, 1971
    - Monopetalotaxis Wallengren, 1859
    - Pedalonina Gaede, 1929
    - Proaegeria Le Cerf, 1916
    - Pseudomelittia Le Cerf, 1917
    - Tradescanticola Hampson, 1919
    - Uranothyris Meyrick, 1933
    - Vespanthedon Le Cerf, 1917
    - Xenoses Durrant, 1924
    - Zhuosesia Yang, 1977